# La Piaf
La Piaf es una adaptación teatral del dramaturgo argentino Roberto Cossa de la obra Piaf basada en la biografía de la popular cantante francesa Édith Piaf escrita por la dramaturga inglesa Pam Gems llevada a escena en numerosos escenarios del mundo. En la Argentina fue protagonizada por la prestigiosa actriz Virginia Lago entre los años 1983 a 1986 y 1989. En 2008 a 2010 Piaf en su versión musical inglesa estuvo protagonizada por la actriz Elena Roger y dirigida por Jamie Lloyd en el Teatro Liceo.   

## Argumento
Sin despegarse demasiado del texto original de la obra de la dramaturga inglesa Pam Gems y con el espíritu del teatro independiente, esta adaptación del dramaturgo argentino Roberto Cossa narra la vida de la cantante popular francesa Édith Piaf con una desgarradora crudeza emotiva en donde el personaje se encuentra en su peregrinaje con entrañables amigos que pasaron por su vida desde Marcel Cerdan, Marlene Dietrich y Theophanis Lamboukas (Théo Sarapo). El personaje de La Piaf siempre está solo en escena. por lo que los demás personajes aparecen y se desvanecen como fantasmas en una puesta con cámara negra que hace de esta pieza un estremecedor anecdotario biográfico. Su desgarradora vida, la muerte prematura de su hija, su profesión, su entorno, las drogas, su artritis deformante fueron los motivos que la llevaron irremediablemente a la temprana muerte a sus 46 años. Virginia Lago compone el personaje con una sordidez y sutileza expresiva inimaginable e interpreta con honda sensibilidad temas como Milord, Non, je ne regrette rien, La vie en rose, Himno al amor, entre otros.

## Dirección
La Piaf, protagonizada por la actriz Virginia Lago, estuvo adaptada por el dramaturgo Roberto Cossa y dirigida por Rubens W. Correa.

## Elenco
El elenco estuvo conformado, entre otros prestigiosos actores, por Jean Pierre Noher, Marcelo Alfaro, Elvia Andreoli, Jorge Amosa, Susana Ortiz, Miryam Strat, Daniel Figueiredo, José Luis Castro, Víctor Bruno, Aldo Kaiser y los músicos Marcelo Álvarez y Carlos Serra.

## Teatros
"Lorange", "Alfil", "Roma" (Avellaneda) y gira por el interior del país (1983 a 1986 y 1989).

## Premios
Virginia Lago
- 1984: Premio Estrella de Mar a la Mejor Actriz.
- 1984: Prensario a la Mejor Actriz.

Elena Roger
- 2009: Premio Olivier a la Mejor Actriz de musical.
- 2009: Premios ACE por mejor actuación femenina en musical, music hall y/o café.
- 2010: Premio Hugo al Teatro Musical, categoría Mejor Actriz.
- 2010: Premio Hugo de Oro al Teatro Musical, en reconocimiento a su exitosa trayectoria y su magnífica interpretación.